# Перламутровка фригга
Перламутровка фригга (Boloria frigga или Clossiana frigga) — вид бабочек из семейства нимфалид (Nymphalidae).

## Этимология названия
Фригга (древнегерманская и скандинавская мифологии) — богиня семейного очага, покровительница брака и плодовитости, супруга Одина.

## Описание
Длина переднего крыла 18 — 26 мм. Размах крыльев 34—37 мм. Основной тон окраски красновато-охристый. На нём находятся поперечные ряды небольших круглых чёрных пятен, вдоль края крыльев и в прикорневой части ломаные линии, тёмные участки. Снизу передние крылья светлее, задние крылья красно-коричневые в прикорневой части, с ломаной перевязью из белых и жёлтых пятен посередине. На внешней части крыльев широкая охристая перевязь с розовато-фиолетовым отливом и рядом слабо выраженных пятен в ячейках.

## Распространение
Северная и Северо-Восточная Европа, Восточный Казахстан (хребет Саур), лесотундровая и лесная зоны Азии к югу до Монголии, Северный Сахалин, Северная Америка. В Восточной Европе ареал вида охватывает территорию от Скандинавии и Кольского полуострова на восток по северу европейской России. Широко распространена в республике Коми, на Северном, Приполярном и Полярном Урале. Отмечен также на архипелаге Новая Земля. Южнее основного ареала вид был найден в Карелии, в центре и на севере Беларуси, на юге Литвы и востоке Латвии.

## Места обитания
Болотистые луга и ерниковые тундры, которые часто граничат с постоянными водоёмами. На территории стран Балтии и Беларуси вид населяет верховые болота, среди разреженных пушице-сфагновых сосняков с куртинами голубики, багульника. Вид стенотопный и связан, в основном, с верховыми болотами, с их мелиорацией исчезает.

## Особенности биологии
Вид оседлый. Каждая особь развивается в течение двух лет, поэтому в отдельные годы на одних и тех же участках ареала численность вида бывает довольно высокой, а на следующий год — низкой. Время лёта на севере ареала с середины июня по середину июля, в Прибалтике и Беларуси — в мае. Бабочки отличаются быстрым планирующим полетом, часто летают над низкорослыми деревьями, и только старые и ослабленные особи летают вокруг кустиков голубики и багульника, садясь на цветы. Самка откладывает по 1 яйцу на листья кормовых растений. Гусеницы развиваются с двумя зимовками на севере на морошке и клюкве, а в Беларуси — на голубике. Также кормовыми растениями является черника и малина.

## Замечания по охране
В Красной книге Международного союза охраны природы (МСОП) вид имеет 3 категорию охраны (VU — уязвимый таксон, находящиеся под угрозой исчезновения в перспективе, в силу морфофизиологических и/или поведенческих особенностей, делающих их уязвимыми при любых, даже незначительных, изменениях окружающей среды).
Включён в Красную книгу Европейских дневных бабочек с категорией SPEC3 — вид, обитающий как в Европе, так и за её пределами, но находящийся на территории Европы под угрозой исчезновения.
Вид включён в Красные книги Латвии (1998) (1 категория), где вид находится на грани исчезновения, Беларуси (2004) (2 категория), Восточной Фенноскандии (1998) для Финляндии (0 категория), Карелии (1 категория).